# Xã Creek, Quận DeWitt, Illinois
Xã Creek (tiếng Anh: Creek Township) là một xã thuộc quận DeWitt, tiểu bang Illinois, Hoa Kỳ. Năm 2010, dân số của xã này là 471 người.